# GWR 322 Class (танк-паровоз)
GWR 322 Class — тип из 6 танк-паровозов Большой западной железной дороги с осевой формулой 0-3-0 и внешней рамой, переделанных из тендерных паровозов 322 class постройки Beyer, Peacock, and Company на Вулвергемптонском паровозостроительном заводе в 1878—1885 годах под руководством Джорджа Армстронга.
Паровозы получили номера подряд от 322 до 327, для чего № 323 поменяли с № 359, № 325 — с № 337 и № 327 — с № 366.
С 1918 года все паровозы этого типа, кроме № 324, были переделаны на котлы с топками Бельпера и вьючные танки. Только у № 322 была со всех сторон закрытая кабина.
Паровозы работали, главным образом, в районе Бирмингема и Вулвергемптона и Стурбриджа. Если считать вместе с их тендерным периодом жизни, они прошли более миллиона миль каждый и были списаны в 1921—1932 годах.